# Uffried
L'Uffried est une petite région naturelle située en Alsace et constituée d'un ensemble de ripisylves et de prairies humides faisant partie du Petit Ried entre la forêt de Haguenau et le Rhin.

## Géographie
L'Uffried est délimité au nord par la Sauer, à l'est par le Rhin, au sud par la Moder et à l'ouest par la forêt de Haguenau.

## Histoire
D'après Schœpflin, l'Uffried était divisé en Ried supérieur et Ried inférieur rassemblés sous le chef-lieu de Beinheim avant que celui-ci ne soit cédé aux marquis de Bade au début du XVe siècle.  La partie inférieure était composée des villages de Rœschwoog, Guisenheim, Roppenheim, Forstfeld, Kauffenheim tandis que la partie supérieure comportait les villages de Sessenheim, Rountzenheim, Auenheim, Stattmatten, Dalhunden et Dengelsheim aujourd'hui incorporé à Sessenheim.